# Kurd Stapenhorst
Kurd Stapenhorst (* 21. Februar 1923 in Berlin; † 10. Juni 2007 in Müllheim) war ein deutscher Transplantationsmediziner und Hochschullehrer.

## Leben
Kurd Stapenhorst absolvierte ein Medizinstudium an der Humboldt-Universität zu Berlin, der Otto-von-Guericke-Universität Magdeburg und der Georg-August-Universität Göttingen und promovierte am 27. Februar 1952 mit der Dissertation Wirkungen von nervöserregenden Stoffen, Ionen, Insektiziden und Wurmmitteln auf das isolierte Ganglien-Muskelpräparat des Gelbrandkäfers zum Dr. med.
Er wurde Facharzt für Chirurgie und habilitierte sich 1966 an der Universität Göttingen. Dort wurde er außerplanmäßiger Professor und gehörte 1971 zu den Gründern der Deutschen Gesellschaft für Thorax-, Herz- und Gefäßchirurgie (DGTHG).
Zum 1. April 1974 folgte die Berufung zum Ordinarius und Leiter der neu gegründeten Abteilung für Herzchirurgie am Universitätsklinikum Homburg.
Dort verschloss er am 28. Januar 1975 bei einem vierjährigen Mädchen einen offenen Ductus Botalli und führte nur wenige Tage später, am 12. Februar 1975, die erste Operation mit einer Herz-Lungen-Maschine durch.
Mit der Zunahme der Transplantationen wurde die Frage der Art und Zulässigkeit von Organentnahmen bei Hirntod aktuell. Im Streit der Experten über die Frage, ob der Hirntod wirklich der Tod des Menschen ist, betrachtete Stapenhorst – abweichend von den Befürwortern – Hirntote nicht als Tote, sondern als Sterbende und stellte fest „Bei dem beatmeten Toten mit schlagendem Herzen handelt es sich also im biologischen Sinn nicht um eine Leiche, sondern um einen lebenden Menschen mit abgestorbenem Gehirn. Der Organtod des Gehirns ist genauso wie der Organtod der Leber ein Partialtod, seine Identifizierung mit dem totalen Tod ist unzulässig.“
Bioethiker wie Dieter Birnbacher fordern daher einen Kompromiss: „Wir müssen anerkennen, dass hirntote Menschen eben doch noch nicht tot sind, dass wir sie aber dennoch als Organspender heranziehen können.“
1979 gehörte Stapenhorst zu den Gründungsmitgliedern des Tumorzentrums Homburg e.V. und war von 1987 bis 1992 dessen stellvertretender Vorsitzender.
1991 wurde er emeritiert.

### Ehrungen
1993 Ehrenmitglied der Deutschen Gesellschaft für Thorax-, Herz- und Gefäßchirurgie

### Schriften und Publikationen
- Biotechnik in der Humanmedizin – Fluch oder Segen? Stuttgart: Schattauer, 2003
- Unliebsame Betrachtungen zur Transplantationsmedizin, Göttingen: Vandenhoeck und Ruprecht, 1999

Als Mitherausgeber der Fachzeitschrift The Thoracic and Cardiovascular Surgeon, dem offiziellen Organ der DGTHG, war er an mehr als 1000 Publikationen beteiligt.